# Взятие Малакки

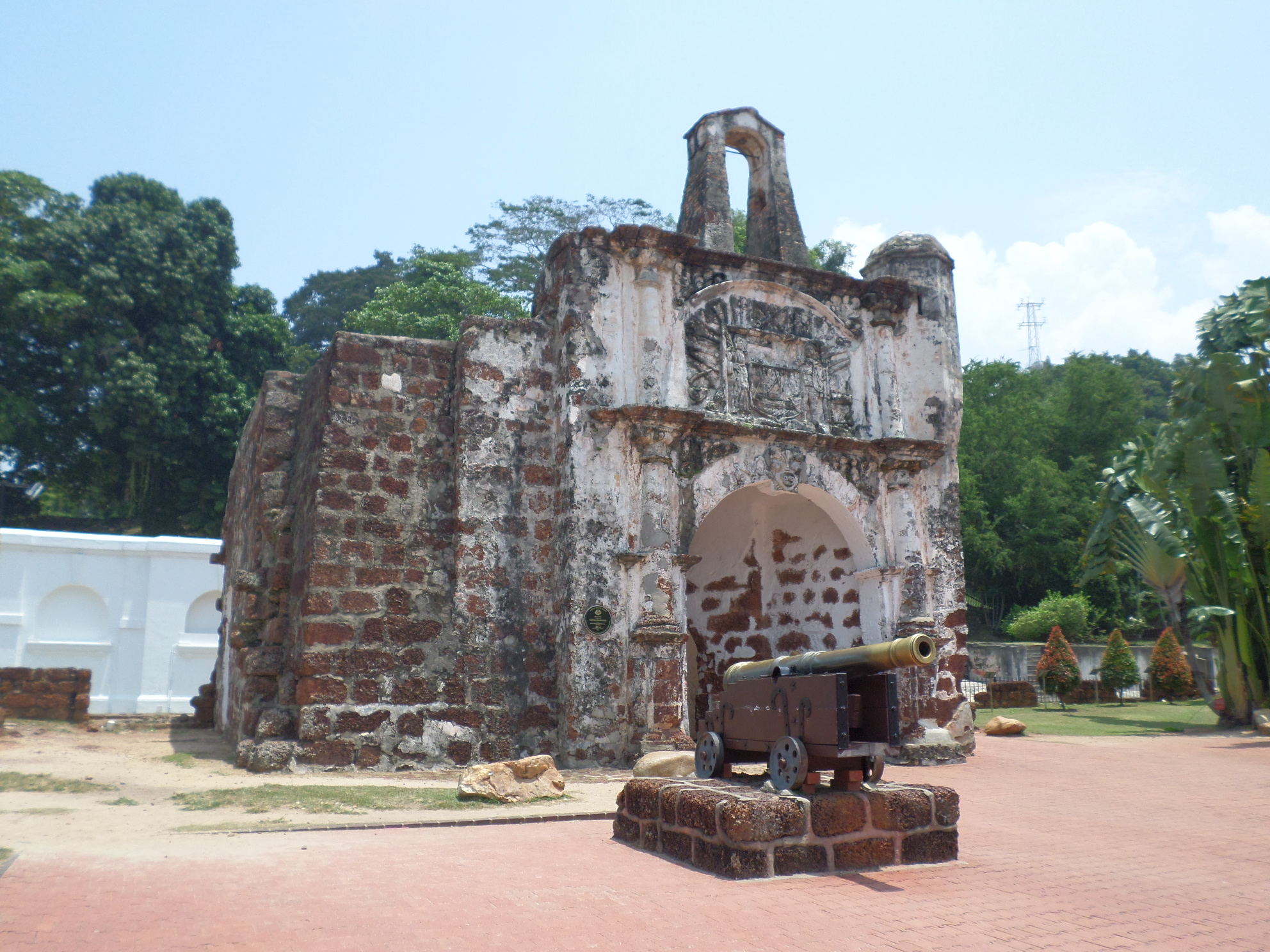
Сохранившиеся ворота в Фамозе, португальском форте в Малакке.

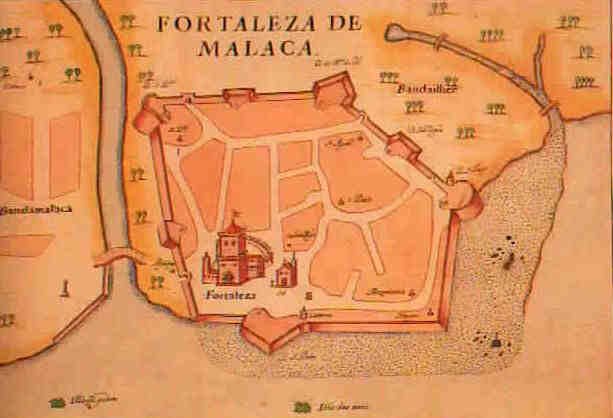
Карта португальской крепости и города Малакка, 1630 год.

Завоевание Малакки (порт. Conquista de Malaca) португальцами произошло 15 августа 1511 года в ходе экспедиции адмирала Афонсу д’Албукерки.

## Предыстория
Портовый город Малакка контролировал узкий стратегический Малаккский пролив, через который шла вся морская торговля между Китаем и Индией. Захват Малакки был осуществлён по плану короля Португалии Мануэля I, который в 1505 году решил нарушить мусульманскую торговлю в Индийском океане, захватив города Аден (чтобы заблокировать торговлю через Александрию), Ормуз (чтобы заблокировать торговлю через Бейрут) и Малакку (для контроля торговли с Китаем).

## Экспедиция 1509 года
В 1509 году Диогу Лопиш ди Секейра с четырьмя судами был послан в Малакку королём Португалии в целях установления контактов с Малаккским султанатом. В этой экспедиции в качестве простого солдата участвовал Фернан Магеллан. Первоначально Секейра был хорошо принят Султаном Махмуд Шахом (1488—1528). Однако вскоре мусульманская община убедила Махмуд Шаха, что португальцы должны быть уничтожены. Несколько человек были схвачены и убиты, но корабли смогли уплыть. Около 20 португальцев попало в плен к султану.

## Экспедиция 1511 года
Албукерки отплыл из Кочина в Малакку в апреле (или 2 мая) 1511 года на 17 судах, имея на борту 1 300 человек (900 португальцев и 400 малабарцев). Фернан Магеллан снова принимал участие в экспедиции, на это раз в качестве капитана. 1 июля флот подошел к Малакке. Альбукерке потребовал отпустить пленных португальцев из экспедиции Сикейры и выплатить компенсацию. Махмуд-Шах отказал.
Португальскому отряду султан Малакки мог противопоставить 20 000 человек, в том числе наемных яванцев, и около 2000 орудий, большей частью мелких. В его распоряжении также было 20 боевых слонов.
"Если бы только они заполучили Малакку из рук мавров, Каир и Мекка были бы полностью разрушены, а Венеция была бы не в состоянии получить пряности кроме тех, что её купцы смогли бы купить в Португалии."
Сообщение о словах Албукерки в Малакке.
Первая атака португальцев 25 июля 1511 года закончилась неудачей. Португальцам удалось захватить мост, соединяющий две части города, но к концу дня им пришлось отступить. Капитаны Албукерки выступили против ещё одной попытки, но он, после нескольких дней подготовки, вновь нанёс удар, позволивший 10 августа захватить Малакку, несмотря на сильное сопротивление и присутствие артиллерии на стороне малаккцев. В ознаменование победы, Тристан да Кунья был послан к Папе Льву X в Рим с богатыми подарками, включая слона, которого Папа назвал Ханно.
Албукерки затем построил крепость для усиления позиций Португалии — форт А'Фамоса, остатки которого сохранились и видны по сей день. Он также направил несколько судов к «Островам специй». В январе 1512 года Албукерки вернулся в Кочин.
Португальские попытки контролировать торговлю специями, однако, не увенчались успехом. По-прежнему такие специи, как мускатный орех и гвоздика, поставлялись из Моллуки, перец — из Суматры и рис — из Явы. Поэтому португальцами было предпринято много новых экспедиций по всему архипелагу. Впоследствии несколько государств пришли на смену Малаккскому доминированию в торговле специями — это султанаты Джохор, Ачех и Бантам.

## Последствия
Малаккский султанат являлся данником империи Мин, поэтому после португальского нападения султан попросил у Китая помощи. Китайское правительство потребовало от Сиама помочь султану, но король Сиама отказался. Португальцы некоторое время опасались китайского вторжения и только в 1516 году отправили в Китай послов, которые стали первыми европейским послами в Китае. Миссию возглавил Томе Пирес. В 1520 году он прибыл в Пекин, где был арестован и умер в 1524 или в 1540 году.
Султан несколько раз пытался отбить Малакку: в 1517, 1520, 1521 и 1525 году.

## В литературе

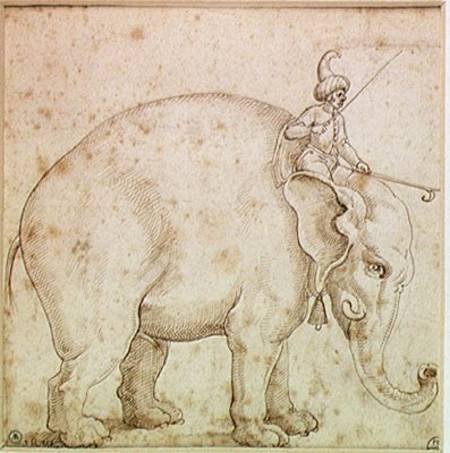
Ханно со своим погонщиком, карандаш и чернила, 1575 год, Музеи изобразительных искусств в Анже.

Завоевание Малакки упоминается в поэме Луиша де Камоэнса «Лузиады»:
И ты, Малакка, что средь вод Авроры

В довольстве изобильном пребываешь,

Забудешь о своем величье скоро

И новых повелителей признаешь.

Напрасно ныне стрел каленых горы

Ты ядом сокрушительным питаешь.

Малайцы и яванцы во кручине

Склонятся перед Лузовой дружиной.